# Gürtel (Vienne)
Pour les articles homonymes, voir Gürtel.

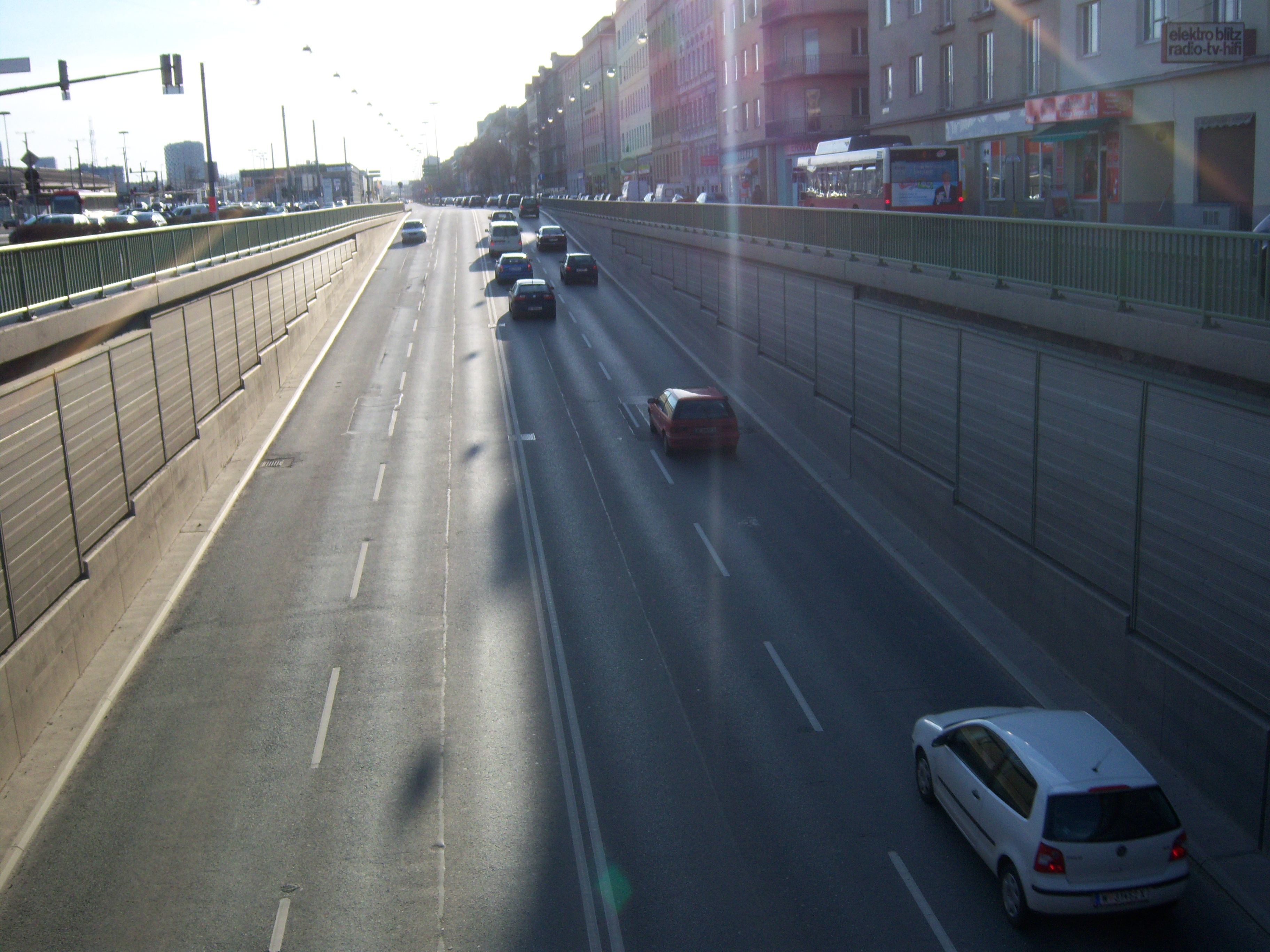
Vue du Gürtel.

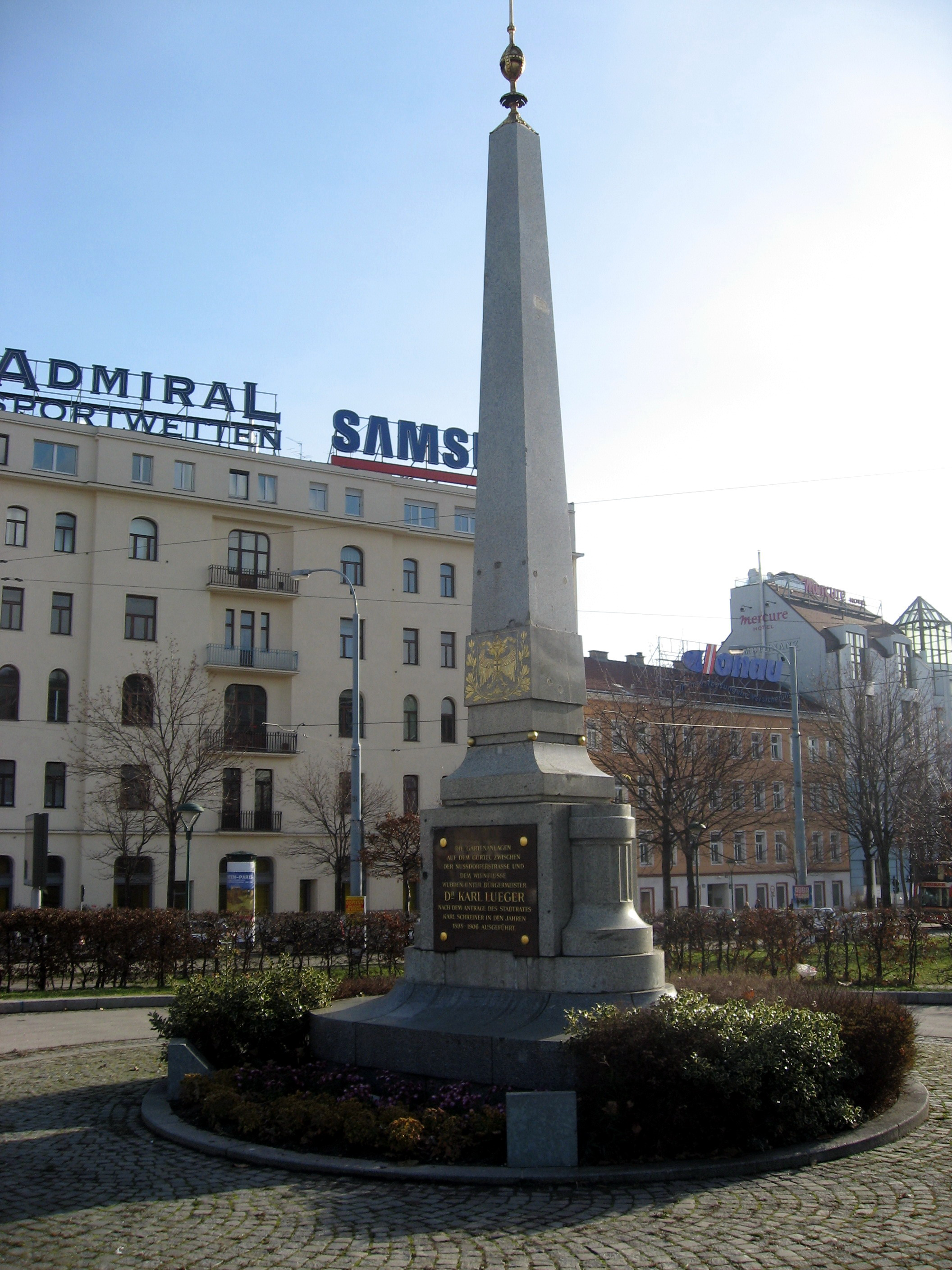
L'obélisque lumineux, sur le Mariahilfer Gürtel.

La Gürtel (« ceinture » en allemand) est, après le Ring et la Zweierlinie, le troisième ensemble de voies de circulation qui forment ainsi une ceinture autour de la ville de Vienne. Elle forme la Landesstraße B221.

## Situation et accès
La Gürtel est en fait une succession de rues. Le nom de Gürtel n'est pas officiel mais il est répandu parmi la population. Chaque segment a son nom propre. Sa longueur totale est de 13,1 km. Elle forme un demi-cercle allant du canal du Danube au nord d'Alsergrund à la Wildgansplatz dans l'arrondissement de Landstrasse. La Gürtel est la voie la plus fréquentée d'Autriche et une des plus fréquentées d'Europe. 
Elle est divisée ainsi, du nord au sud : 
- Gürtelbrücke, pont au-dessus de voies de chemin de fer séparant le 19e arrondissement au 9e ;
- Döblinger Gürtel, dans le 19e arrondissement ;
- Währinger Gürtel, limite entre le 18e arrondissement et le 9e arrondissement ;
- Hernalser Gürtel, limite entre le 17e arrondissement et les 9e arrondissement et 8e arrondissement ;
- Lerchenfelder Gürtel, limite entre le 16e arrondissement et les 8e arrondissement et 7e arrondissement ;
- Neubaugürtel, limite entre le 15e arrondissement et le 7e arrondissement ;
- Mariahilfer Gürtel, limite entre le 15e arrondissement et le 6e arrondissement ;
- Sechshauser Gürtel, côté 15e arrondissement ;
- Gumpendorfer Gürtel, parallèle à la précédente, côté 6e arrondissement ;
- Gaudenzdorfer Gürtel, côté 12e arrondissement ;
- Margareten Gürtel, parallèle à la précédente, côté 5e arrondissement. Elle continue sur quelques mètres uniquement dans le 5e, puis marque la limite entre le 5e et le 10e arrondissement ;
- Wiedner Gürtel, dans le 4e arrondissement pratiquement à la limite avec le 10e arrondissement ;
- Landstraßer Gürtel, dans le 3e arrondissement.

## Origine du nom
Le nom « Gürtel » vient du mot allemand signifiant « ceinture ». Cette appellation reflète sa fonction urbaine, une vaste voie de circulation qui forme une sorte de demi-anneau autour du centre de Vienne, agissant comme une ceinture routière.